# Дубенецький потік
Дубенецький потік — потік в Україні у Чортківському районі Тернопільської області. Правий доплив притока річки Збруча (басейн Дністра).

## Опис
Довжина балки приблизно 7,02 км, найкоротша відстань між витоком і гирлом — 5,39  км, коефіцієнт звивистості річки — 1,30 . Формується декількома струмками та загатами.

## Розташування
Бере початок на південно-західній стороні від села Іванків. Тече переважно на південний схід через село Турильче і на південно-західній околиці села Пукляки впадає у річку Збруч, ліву притоку річки Дністра.

## Притоки
- Тростянецький потік (правий).

## Цікаві факти
- На потоку існують газгольдер та газова свердловина[4].